# Черляни
Черля́ни — село в Україні, в Львівському районі Львівської області. Населення становить 568 осіб. Орган місцевого самоврядування — Городоцька міська рада.

## Населення

### Мова
Розподіл населення за рідною мовою за даними перепису 2001 року:
| Мова       | Кількість | Відсоток |
| ---------- | --------- | -------- |
| українська | 567       | 99.82%   |
| російська  | 1         | 0.18%    |
| Усього     | 568       | 100%     |

## Історія
Перша згадка про Черляни датується ХІІІ–XIV століттям і до нас лише дойшли дві теорії походження цієї назви.
Перша теорія говорить про приєднання до Київської Русі.
Відомості, які маємо про західноукраїнські землі VII — X ст., дають досить різноманітну картину суспільного життя на цій території. Характерно, що етнічні групи того періоду виступають вже не як примітивні родоплемінні союзи, а як своєрідні політичні організації. На початку VII ст. такою організованою силою були дуліби. В VII ст. бужани, черв'яни і уличі — якщо приймати дані Баварського географа — мали свої племінні союзи, які включали по 200 — 300 поселень. Раніше середини IX ст. існувало об'єднання волинян, якому підлягали інші племена і яке мало великий авторитет серед слов'ян. Врешті, в X ст. зустрічаємо ближче нез'ясоване об'єднання під назвою «Червенських градів». Центрами таких племінних політичних об'єднань були укріплені «гради», від яких етнічні групи приймали нові назви. Племена не були вже зв'язані з своїми давніми територіями, а пересувалися в інші місця. Вище звернено увагу на селища з назвою Дуліби, які лежать далеко поза дулібською територією. Так само у різних місцях знаходимо назви Деревляни, Кривичі, Лучани, Лучичі, Черв'яни, які свідчать про те, що окремі племінні групи переходили на чужі племінні території. Факт першості Перемишля серед міст Підкарпаття підтверджується тим, що тут князював найстарший з Ростиславичів, Рюрик, а молодші його брати мали за столиці Звенигород і Теребовлю. Ця назва збереглася в топонімі Перемишляни (тепер райцентр Львівської обл.).
Деревляни і Черв'яни (Черляни) у Львівській обл., Кривичі у Львівській та Рівненській, Лучани у Львівській, Лучичі у Волинській і Львівській. Неясно, чи численні назви «Поляни» (у Львівській, Рівненській, Івано-Франківській і Тернопільській обл.) походять від племені полян або від лісових полян.
Друга теорія це — «джерляни», з наявністю великої кількості джерел в призаплавній ділянці річки Верещиці.
У XVII–XVIII століттях тут працювала папірня (папір робили переважно з очерету та старого лахміття), а також цегельня австрійця Тігера. 1866 року папірню, що занепадала, придбав Леон Людвік Сапіга, перетворив на Акціонерне товариство, яке через кілька років збанкрутувало. Леон Людвік Сапега втратив на цьому 300000 золотих ринських.
В селі знаходиться церква Преображення Господнього, юрисдикція: Львівська митрополія, Стрийська єпархія, Городоцький деканат УГКЦ.

## Залога Черляни
У 1953 р. на території села Черляни споруджена злітно-посадкова смуга та військова залога з будинками для офіцерів.
Злітно-посадкова смуга використовувалась, крім своїх першочергових функцій, як резервний аеродром Львівського аеропорту. При цьому вхід на територію залоги був суворо обмежений, тому пасажирів літаків відразу ж зі злітної смуги автобусами переправляли до Львова.
Загальноосвітня школа «Старша школа» була відкрита на території містечка лише у 1986 р. До цього старшокласників возили автобусом в Городок. Пізніше військовий гарнізон реформували, а згодом 2003 року гарнізон Черляни був переданий місту Городку, як мікрорайон міста, хоча розташований біля 3 км від центру Городка, зараз вулиця Авіаційна.

## Галерея

Фасад колишнього гарнізонного будинку офіцерів в стані реконструкції (липень 2006 р.)
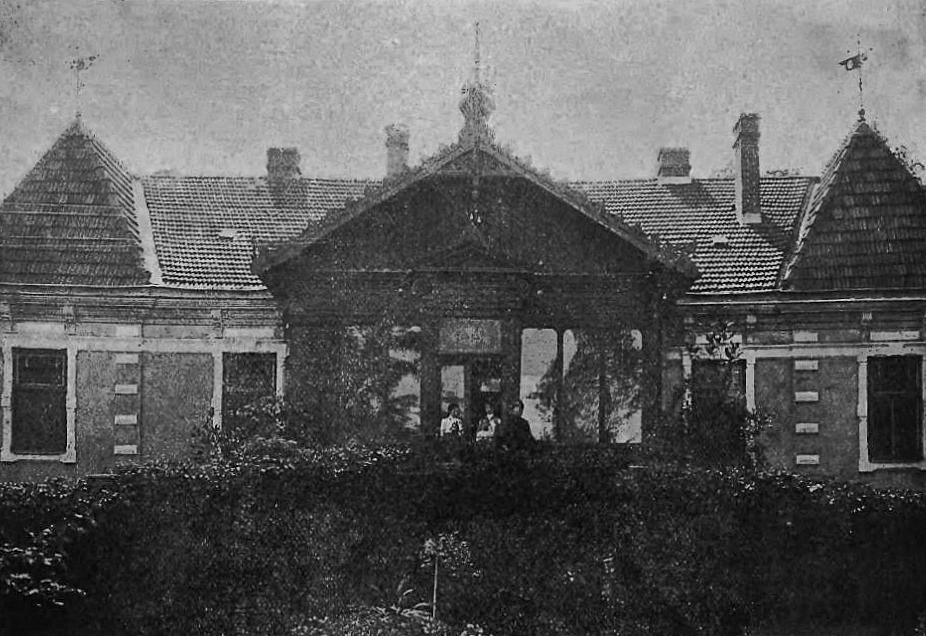
Палац Генрика Колішера (1904)